# Oratorio della Compagnia del Pellegrino
L'ex-oratorio della Compagnia del Pellegrino si trova a Prato in via del Pellegrino.

## Storia e descrizione
Attiguo al collegio Cicognini, fu fondato  da un gruppo di pellegrini di ritorno da Loreto nel 1588 (epoca di cui resta la facciata) e ristrutturato negli interni nel 1818.
Presenta una sobria facciata cinquecentesca e, accanto alla porta, una buca a forma di conchiglia per le elemosine. All’interno, ad aula unica con volta ribassata, tracce di affreschi classicisti dei primi dell’Ottocento e nella volta l’angelo del Giudizio del pratese  Giuseppe Castagnoli (1819). 
All'esterno presenta alcune lapidi commemorative, mentre all'interno ha un affresco staccato del 1350 circa, opera di Bonaccorso di Cino, con Cristo crocifisso con la Maddalena tra i simboli della Passione. Realizzato per l’antica pieve di Grignano, demolita per lasciare il posto al Convitto Cicognini, il Cristo fu esposto nella chiesa comune costruita per la cittadinanza a risarcimento della pieve abbattuta; quando anche quest’ultima fu soppressa nel 1780, a favore del teatro del Convitto, l’affresco trovò ricovero nell’oratorio dov’è tutt’ora, invisibile al pubblico e in grave stato di degrado.
Sopra l’oratorio erano i locali della compagnia del Pellegrino che furono inglobati nel convitto divenendo prima sala di convalescenza e attualmente l’appartamento del Rettore. Qui è conservato l’affresco con Cristo e i pellegrini di Emmaus, opera variamente attribuita alla scuola di Alessandro Allori.